# 베크자트 사타르하노프
베크자트 세일하노비치 사타르하노프(카자흐어: Бекзат Сейілханұлы Саттарханов 베크자트 세일하눌르 사타르하노프, 러시아어: Бекзат Сеилханович Саттарханов, 1980년 4월 4일~2000년 12월 31일)는 카자흐스탄의 권투 선수이다. 2000년 하계 올림픽에서 페더급 금메달을 획득하였으나 같은 해 연말 교통 사고로 생을 마감했다.

## 수훈
- 바르스 훈장(2000년)